# هامتراميك (ميتشيغان)

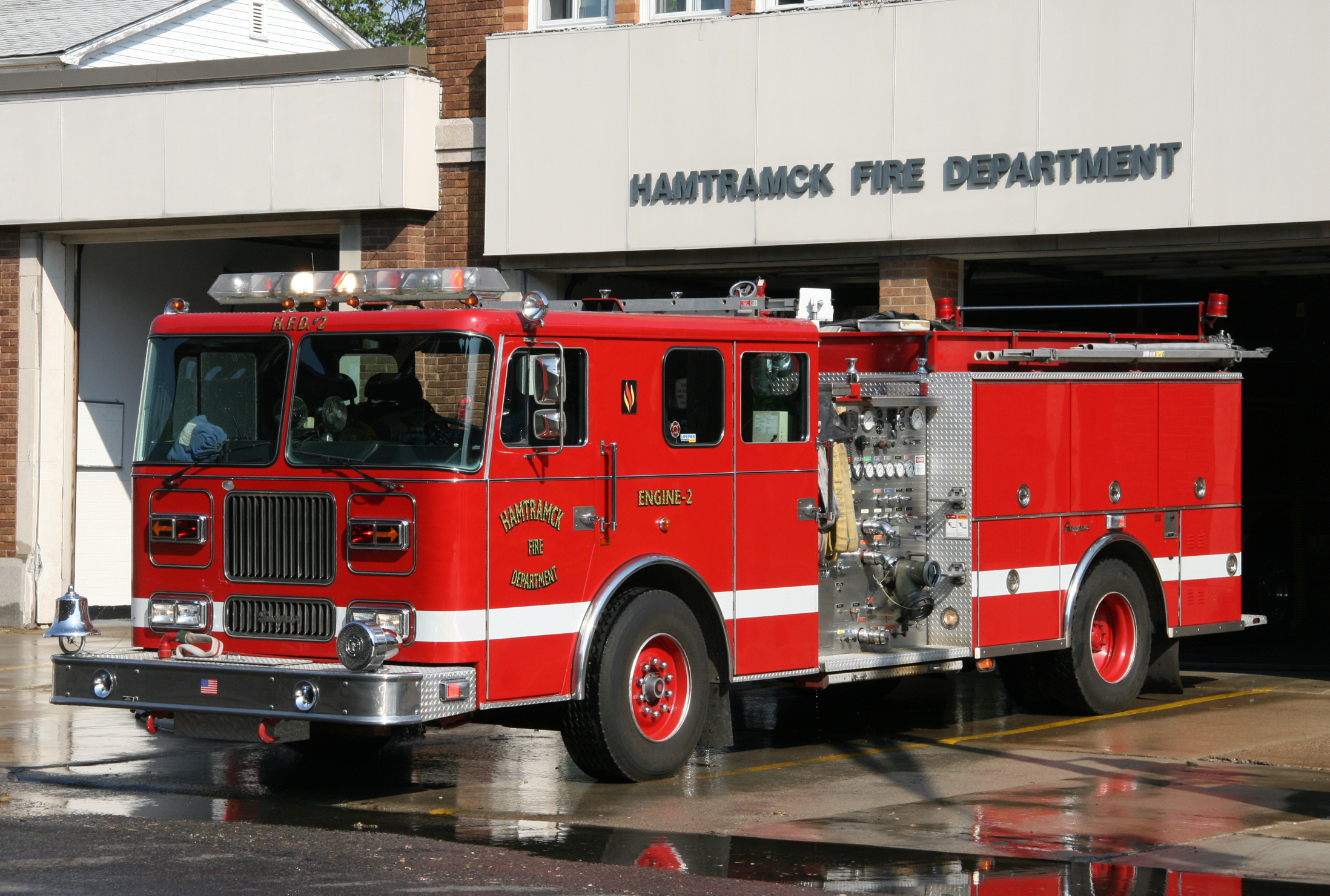
دائرة الإطفاء في هامتراميك

تقع مدينة هامتراميك (بالإنجليزية: Hamtramck)‏ في مقاطة وين في ولاية ميشيغان. حسب إحصاء 2010 السكاني في الولايات المتحدة، بلغ عدد سكان المدينة 22,423 نسمة. مدينة هامتراميك محاطة بمدينة ديترويت عدا جزء صغير من الجهة الغربية، إذ تجاورها من تلك الجهة مدينة هايلاند بارك. سُميت هامتراميك بهذا الاسم نسبة لجندي كندي من أصل فرنسي اسمه جان فرانسوا هامتراميك، وهو أول قائد عسكري أمريكي لحصن شيلبي، أهم تحصينات ديترويت.
استوطن هامتراميك أول الأمر مزارعون ألمان، لكن تدفقت عليها أفواج من المهاجرين البولنديين بعد أن افتتح فيها فرع لمصنع دودج عام 1914.
يشكل البولنديون نسبة كبيرة من سكان المدينة. حسب مسح للمجتمع الأمريكي أجري عام 2010، تبلغ نسبة السكان من أصول بولندية حوالي 14.5%. أما عام 1970، فقد كانت نسبة البولنديين 90%. خلال الثلاثين عاماً الفائتة، سكن المدينة عدد كبير من المهاجرين من الشرق الأوسط (خاصة من اليمن) وجنوب آسيا (خاصة بنغلاديش). حسب مسح المجتمع الأمريكي لعام 2010، بلغ عدد سكان المدينة من أصول أجنبية حوالي 41.1%، ما يجعل ميشيغان المدينة الأكثر تنوعاً في السكان في العالم. كان عدد السكان 43,355 نسمة عام 1950 و18,372 عام 1990.

## التركيبة السكانية
قام مكتب تعداد الولايات المتحدة بتحديد بيانات التركيبة السكانية لهامتراميك في تعداد الولايات المتحدة. في ما يلي، التركيبة السكانية حسب تعدادي 2000 و2010.

### تعداد عام 2000
بلغ عدد سكان هامتراميك 22,976 نسمة بحسب تعداد عام 2000، وبلغ عدد الأسر 8,033 أسرة وعدد العائلات 4,851 عائلة مقيمة في المدينة. في حين سجلت الكثافة السكانية 10,900.5 لكل ميل مربع (4,208.7/كم2), مما يجعلها المدينة الأكثر كثافة من ناحية سكانية في ميشيغان. وبلغ عدد الوحدات السكنية 8,894 وحدة بمتوسط كثافة قدره 4,219.6 لكل ميل مربع (1,629.2/كم2).
وتوزع التركيب العرقي للمدينة بنسبة 60.96% من البيض و 0.43% من الأمريكيين الأصليين و 10.37% من الأمريكيين ذوي الأصول الآسيوية و 0.10% من سكان جزر المحيط الهادئ و 15.12% من الأمريكيين الأفارقة و 11.89% من عرقين مختلطين أو أكثر.
بلغ عدد الأسر 8,033 أسرة كانت نسبة 33.3% منها لديها أطفال تحت سن الثامنة عشر تعيش معهم، وبلغت نسبة الأزواج القاطنين مع بعضهم البعض 37.3% من أصل المجموع الكلي للأسر، ونسبة 16.1% من الأسر كان لديها معيلات من الإناث دون وجود شريك، وكانت نسبة 39.6% من غير العائلات. تألفت نسبة 32.2% من أصل جميع الأسر من أفراد ونسبة 13.3% كانوا يعيش معهم شخص وحيد يبلغ من العمر 65 عاماً فما فوق. وبلغ متوسط حجم الأسرة المعيشية 3.59، أما متوسط حجم العائلات فبلغ 2.74.
بلغ العمر الوسطي للسكان 32 عاماً. وكانت نسبة 27.8% من القاطنين تحت سن الثامنة عشر، ونسبة 11.9% كانت ضمن فئة الخامسة والستون عاماً فما فوق. يوجد لكل 100 أنثى 110.4 ذكر، ويوجد لكل 100 أنثى في الثامنة عشر من عمرها فما فوق 109.6 ذكر.
بلغ متوسط دخل الأسرة في المدينة 26,616 دولار، أما متوسط دخل العائلة فبلغ 30,496 دولار. وكان متوسط دخل الذكور 29,368 دولار مقابل 22,346 دولار للإناث. وسجل دخل الفرد الخاص بالمدينة 12,691 دولار. وكانت نسبة 24.1% من العائلات ونسبة 27.0% من السكان تحت خط الفقر، وكان من هؤلاء نسبة 36.9% تحت سن الثامنة عشر ونسبة 18.1% في الخامسة والستين من العمر وما فوق.

### تعداد عام 2010
بلغ عدد سكان هامتراميك 22,423 نسمة بحسب تعداد عام 2010، وبلغ عدد الأسر 7,063 أسرة وعدد العائلات 4,615 عائلة مقيمة في المدينة. في حين سجلت الكثافة السكانية 10,728.7 نسمة لكل ميل مربع (4,142.4/كم2). وبلغ عدد الوحدات السكنية 8,693 وحدة بمتوسط كثافة قدره 4,159.3 لكل ميل مربع (1,605.9/كم2).
وتوزع التركيب العرقي للمدينة بنسبة 53.6% من البيض و 0.3% من الأمريكيين الأصليين و 21.5% من الأمريكيين ذوي الأصول الآسيوية و 19.3% من الأمريكيين الأفارقة و 4.7% من عرقين مختلطين أو أكثر.
بلغ عدد الأسر 7,063 أسرة كانت نسبة 43.2% منها لديها أطفال تحت سن الثامنة عشر تعيش معهم، وبلغت نسبة الأزواج القاطنين مع بعضهم البعض 40.3% من أصل المجموع الكلي للأسر، ونسبة 18.1% من الأسر كان لديها معيلات من الإناث دون وجود شريك، بينما كانت نسبة 7.0% من الأسر لديها معيلون من الذكور دون وجود شريكة وكانت نسبة 34.7% من غير العائلات. تألفت نسبة 28.9% من أصل جميع الأسر من أفراد ونسبة 9.2% كانوا يعيش معهم شخص وحيد يبلغ من العمر 65 عاماً فما فوق. وبلغ متوسط حجم الأسرة المعيشية 3.98، أما متوسط حجم العائلات فبلغ 3.09.
بلغ العمر الوسطي للسكان 28.8 عاماً. وكانت نسبة 31.7% من القاطنين تحت سن الثامنة عشر، وكانت نسبة 12.2% بين الثامنة عشر والأربعة وعشرون عاماً، ونسبة 27.9% كانت واقعةً في الفئة العمرية ما بين الخامسة والعشرون حتى والأربعة وأربعون عاماً، ونسبة 20.7% كانت ما بين الخامسة والأربعون حتى الرابعة والستون، ونسبة 7.7% كانت ضمن فئة الخامسة والستون عاماً فما فوق. وتوزع التركيب الجنسي للسكان بنسبة 51.6% ذكور و48.4% إناث.